# Lill-Danasjön
Lill-Danasjön är en sjö i Storumans kommun i Lappland och ingår i Umeälvens huvudavrinningsområde. Sjön har en area på 0,333 kvadratkilometer och ligger 564,3 meter över havet. Lill-Danasjön ligger i Vindelfjällen Natura 2000-område. Sjön avvattnas av vattendraget Gardsjöbäcken (Danabäcken).

## Delavrinningsområde
Lill-Danasjön ingår i det delavrinningsområde (726660-153252) som SMHI kallar för Inloppet i Kroksjön. Medelhöjden är 594 meter över havet och ytan är 18,58 kvadratkilometer. Räknas de 4 avrinningsområdena uppströms in blir den ackumulerade arean 89,96 kvadratkilometer. Gardsjöbäcken (Danabäcken) som avvattnar avrinningsområdet har biflödesordning 2, vilket innebär att vattnet flödar genom totalt 2 vattendrag innan det når havet efter 312 kilometer. Avrinningsområdet består mestadels av skog (88 procent). Avrinningsområdet har 0,33 kvadratkilometer vattenytor vilket ger det en sjöprocent på 1,8 procent.